# إيمانول ألغاوسيل
إيمانول ألغاوسيل بارنتيكسيا (بالإسبانية: Imanol Alguacil Barrenetxea) هو لاعب كرة قدم سابق في مركز الظهير الأيمن ومدرب كرة قدم إسباني ولد في يوم 4 يوليو 1971 في قرية أوريو في إقليم الباسك. لعب مع أندية ريال سوسيداد ونادي فياريال وريال جيان ونادي قرطاجنة ونادي بورغوس. في سنة 2011 بدأ عمله في التدريب، وفي سنة 2018 بدأ بتدريب نادي ريال سوسيداد وحقق معه كأس ملك إسبانيا 2019–20 بفوزه في المباراة النهائية على أتلتيك بيلباو 1-0.